# 경기농림진흥재단
경기농림진흥재단은 푸른경기 1억그루심기 등 도시녹화사업을 지속적으로 전개하여 쾌적한 생활환경을 조성할 목적으로 2005년 3월 11일 설립 허가된 대한민국 경기도청 소관의 재단법인이다. 사무실은 경기도 수원시 권선구 호매실로 46-16(경기종합노동복지회관 6층)에 있다.

## 주요 사업
- 공원·녹지·산림 등을 보전·확대